# دييغو غارسيا (لاعب كرة قدم برتغالي)
دييغو غارسيا هو لاعب كرة قدم برتغالي في مركز الهجوم، ولد في 30 يوليو 1997. لعب مع نادي سيرينيو كالتشيو 1913.

## وصلات خارجية
- دييغو غارسيا على موقع قاعدة بيانات كرة القدم.إي يو (الإنجليزية)
- دييغو غارسيا على موقع Soccerway.com (الإنجليزية)